# Karl Ludwig Seeger

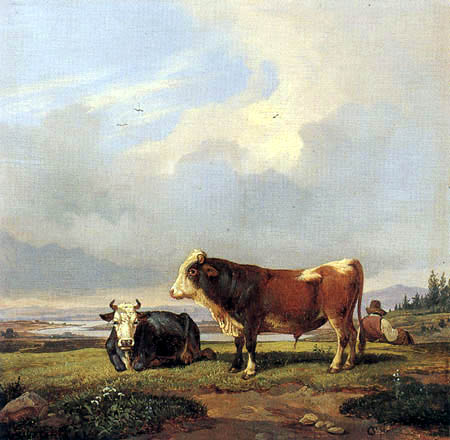
Karl Ludwig Seeger, Kühe auf der Weide

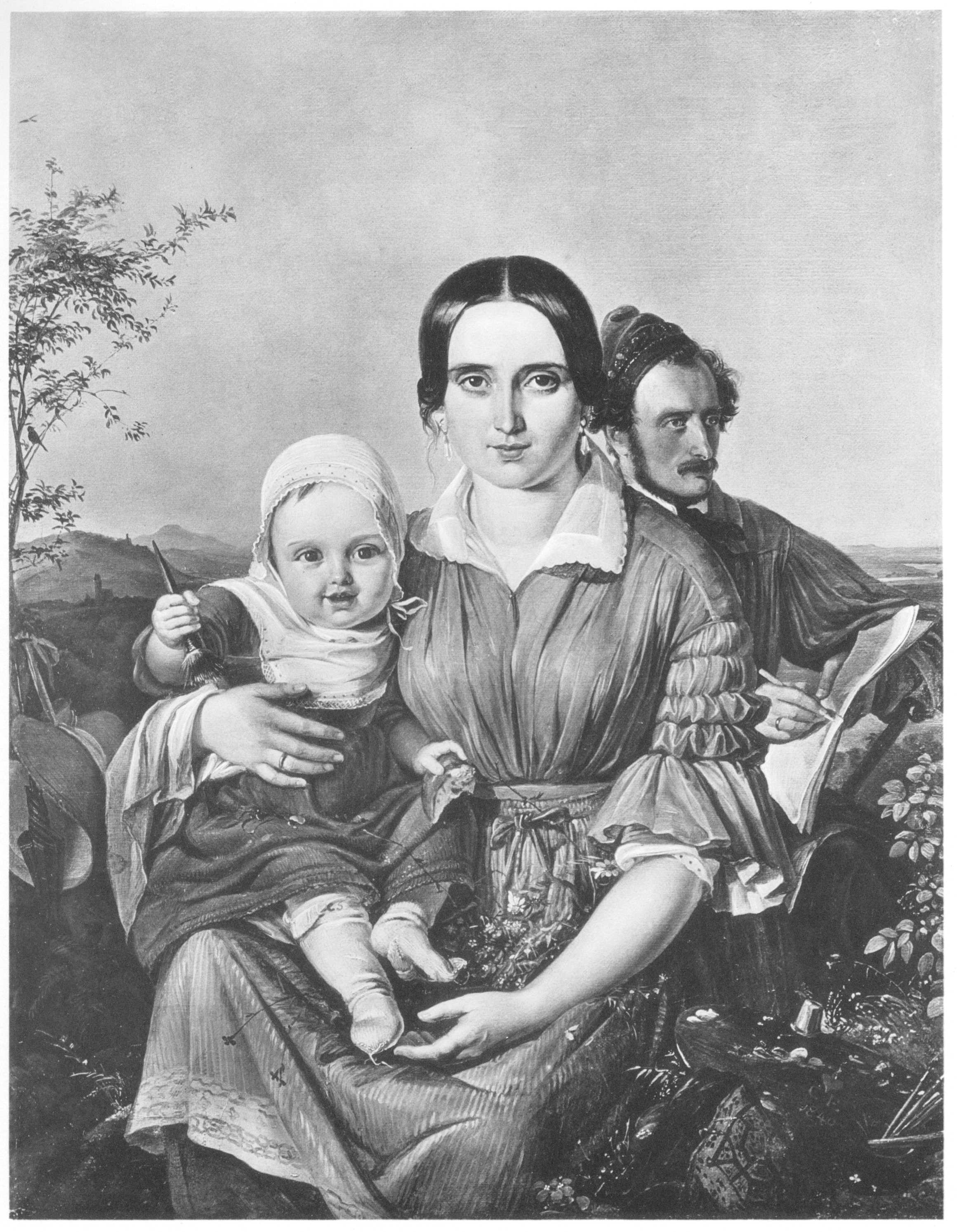
Familie des Malers Karl Seeger, Gemälde von Carl Engel von der Rabenau

Karl Ludwig Seeger, auch Carl Ludwig Seeger (* 15. Juli 1808 im rheinhessischen Alzey; † 20. August 1866 in Darmstadt), war ein deutscher Maler, der vor allem als Landschaftsmaler bekannt wurde.

## Leben
Sein gebundener Briefnachlass befindet sich in der Universitäts- und Landesbibliothek Darmstadt. Seeger war zunächst Schüler von Louis Catoir in Mainz und ab 1826 bei Carl Rottmann in München. 1837 wurde er zum Inspektor am Darmstädter Museum sowie Vorsteher der Museumszeichenschule. Er ist auch der Verfasser des ersten Museumskatalogs aus dem Jahre 1843.
Seeger gilt als der Entdecker des Dachauer Mooses als künstlerisches Motiv, das von zahlreichen Malern der Münchner Schule dargestellt wurde.
Als Künstler mit feiner Beobachtungsgabe war er geschätzt für die Art der Wiedergabe des Atmosphärischen und wurde deshalb auch Himmelseeger genannt.
Seeger war der erste künstlerische Lehrer des Malers Rudolf Epp.
Werke von Seeger befinden sich in Museen in Darmstadt, Mainz, Würzburg sowie zahlreichen Privatsammlungen. Siehe auch das Gemälde Blick vom Schlossatelier auf die Stadtkirche  (in Darmstadt), um 1841.